# 2017年アエロガビオータAn-26墜落事故
2017年アエロガビオータAn-26墜落事故（2017ねんアエロガビオータAn-26ついらくじこ）とは、2017年4月28日にアエロガビオータのAn-26がキューバ・カンデラリアのラス・テラサスの近くにあるロマ・デ・ラ・ピミエンタ山に墜落し、乗員8人全員が死亡した事故である。事故機はグスタボ・リゾ空港を離陸したが、悪天候ではなかった。

## 事故概要
事故機はバラコアのグスタボ・リゾ空港を離陸した軍用機で、アルテミサ州カンデラリアのラス・テラサス近くのロマ・デ・ラ・ピエンタ山に激突した。当初は、乗客39人が乗った民間航空機だと報告されたが、キューバ当局は後に、軍人8人が乗った軍用機だと確認した。

## 調査
革命軍省は事故調査委員会を設置した。